# ネイト・ヘイトリッド
ネイト・ヘイトリッド (Nate Hatred、生年不詳 - 2018年9月1日) は、アメリカ合衆国出身のプロレスラー。

## 経歴・人物
金髪に、顔に黒いペイントを施した姿がお馴染みの怪奇派レスラーとして、2001年、ザンディグ率いるCZW軍団の一員として大日本プロレスに登場、これが彼の初来日であった。
CZWが日本から撤退した後は、2002年、BADBOY非道、葛西純、ジ・ウインガーのグループである「赤まむし」に対抗する正規軍の一員として登場したが、まさかの裏切りを起こし、赤まむし軍に寝返った。
2003年の幕開けからさっそく1万2千3百50個の画鋲を使ったデスマッチでニック・モンドとザンディグを制して大日本プロレスデスマッチ王座を獲得。やがてはニック・ゲージに奪われるも、年内にこれを取り返し、結果としてこの王座の最終保持者となった。
ジャスティス・ペインとワイフビーターが組んでいた『ヘイト・クラブ』(H8 Club)というタッグチームをニック・ゲージとともに襲名。CZWのタッグ部門に権勢を誇った。
2018年9月1日、交通事故により死去。